# АЭС Пакш
АЭС «Пакш» (венг. Paksi Atomerőmű) — единственная действующая атомная электростанция в Венгрии. Станция построена по советскому проекту, все 4 реактора — типа ВВЭР-440. Планируется постройка двух реакторов ВВЭР-1200.

## Описание
Станция расположена в 100 километрах от Будапешта, в 5 км от города Пакша.
По заявлению компании-собственника, АЭС производит более 50 % электроэнергии, вырабатываемой в Венгрии.

## История
Строительство первой очереди АЭС «Пакш», включавшей в себя два первых энергоблока, началось в августе 1974 года. 10 октября 1983 года был введен в эксплуатацию первый энергоблок, а 14 ноября 1984 года — энергоблок № 2. В 1979 году начались работы по строительству второй очереди, ввод энергоблока № 3 в эксплуатацию состоялся 1 декабря 1986 года, энергоблок № 4 был пущен годом позже, в ноябре 1987 года.
На всех четырёх энергоблоках станции используются советские реакторные установки типа ВВЭР-440 В-213.

### Пакш-2
8 декабря 2014 года РФ и Венгрия подписали документы на постройку пятого и шестого блоков АЭС «Пакш» с реакторами по российской технологии ВВЭР-1200. Стоимость проекта составляет ~14,7 миллиарда долларов или 7,35 млрд на блок, что несколько дороже, чем строительство в Турции АЭС Аккую с 5,5 млрд на блок.
В марте 2019 года МИД Венгрии заявил об окончании процесса получения разрешений на строительство АЭС от Евросоюза. 20 июня 2019 на площадке сооружения АЭС «Пакш-2» дан старт первым строительно-монтажным работам (подрядчик —  венгерская государственная компания MVM Group). Лицензию на строительство первого энергоблока планировалось получить в 2021 году.
26 августа 2022 года, по итогам рассмотрения проектной документации объёмом в сотни тысяч страниц, Венгерское атомное ведомство (ОАН) выдало разрешение на сооружение двух энергоблоков ВВЭР-1200 Пакш-5 и Пакш-6. Выдача лицензии позволяет перейти к активной фазе строительства, начиная с разметки и расчистки территории, производства земляных работ и далее строительства сооружений.
В сентябре 2022 года началась разработка котлована под блок №5. Первый этап — выемка грунта до уровня грунтовых вод, то есть до минус пяти метров.
В августе 2024 года на площадку было доставлено первое крупное оборудование — ловушка расплава.
Министр иностранных дел и торговли Венгрии Петер Сийярто заявил, что первый бетон для новой атомной электростанции «Пакш II» будет залит в начале 2025 года.

## Происшествия
10 апреля 2003 года при проведении плановых ремонтных работ на 2-м блоке АЭС Пакш произошёл инцидент, потребовавший около 3,5 лет для восстановительных работ. Произошло повреждение оболочки тепловыделяющих сборок при проведении химической очистки их поверхности в специальном баке по технологии компании AREVA. Превышающего допустимый уровня загрязнения объектов окружающей среды за границей промышленной площадки АЭС зафиксировано не было. Инциденту был присвоен 3-й уровень по международной шкале ядерных событий.

## Энергоблоки
| Энергоблок | Тип реакторов | Мощность | Мощность | Начало строительства | В сети     | Коммерческий пуск | Закрытие |
| Энергоблок | Тип реакторов | Чистый   | Брутто   | Начало строительства | В сети     | Коммерческий пуск | Закрытие |
| ---------- | ------------- | -------- | -------- | -------------------- | ---------- | ----------------- | -------- |
| Пакш-1     | ВВЭР-440/213  | 479 МВт  | 509 МВт  | 01.08.1974           | 28.12.1982 | 10.08.1983        |          |
| Пакш-2     | ВВЭР-440/213  | 479 МВт  | 506 МВт  | 01.08.1974           | 06.09.1984 | 14.11.1984        |          |
| Пакш-3     | ВВЭР-440/213  | 479 МВт  | 506 МВт  | 01.10.1979           | 28.09.1986 | 01.12.1986        |          |
| Пакш-4     | ВВЭР-440/213  | 479 МВт  | 506 МВт  | 01.10.1979           | 16.08.1987 | 01.11.1987        |          |
| Пакш-5     | ВВЭР-1200/527 | 1114 МВт | 1200 МВт | 2025 (план)          |            |                   |          |
| Пакш-6     | ВВЭР-1200/527 | 1114 МВт | 1200 МВт | 2025 (план)          |            |                   |          |